# Valdefresno
Valdefresno es un municipio y lugar español de la provincia de León, en la comunidad autónoma de Castilla y León. Se encuentra en la comarca de La Sobarriba y cuenta con una población de 2335 habitantes (INE 2024).
Los terrenos de Valdefresno limitan con los de Tendal al norte, Villacil y Navafría al noreste, Villaseca de la Sobarriba al sureste, Sanfelismo, Arcahueja y Valdelafuente al sur, Corbillos de la Sobarriba al suroeste y Golpejar de la Sobarriba al oeste.
El municipio de Valdefresno está integrado por 20 pueblos, a escasos kilómetros de León, esa proximidad hace que su historia, al igual que su presente, se cubran de las luces y sombras de la propia ciudad.
Pertenece a la comarca de la Sobarriba, su paisaje es el típico de un páramo con suaves cerros, situada entre los ríos Porma y Torío, de ahí precisamente le viene su nombre: supra ripa, ‘sobre los ríos’. Perteneció a la antigua Hermandad de La Sobarriba, uno de aquellos movimientos populares nacidos para la defensa de los más débiles núcleos rurales frente a los cabildos urbanos.
Es el municipio de Valdefresno una tierra comba y reseca, de suaves cerros, que se extiende cercana a León, al Este y Sudeste de la ciudad, conformada geológicamente a modo de plataforma elevada entre los ríos Porma y Torío. Sus límites geográficos quedan definidos por los valles del Torío al Este, y del Porma, al oeste; por las tierras del Condado, al norte, y por la carretera nacional de León a Valladolid que coincide en este tramo con la vieja Ruta Jacobea, al Sur.
Este municipio es atravesado diariamente por una gran multitud de peregrinos que se dirigen a Santiago de Compostela.

## Geografía
Está integrado en la comarca de La Sobarriba, situándose a 10 kilómetros de la capital leonesa. El término municipal está atravesado por la carretera N-601, entre los pK 318 y 322, así como por la autovía A-60.
El relieve del municipio se caracteriza por el páramo situado entre los ríos Torío y Porma que continúa por el sur por el municipio de Villaturiel y comunica por el norte con la comarca de El Condado. La altitud del municipio oscila entre los 1070 m al noroeste del territorio y los 807 cerca de la ribera del río Porma. El núcleo urbano de Valdefresno se alza a 879 m sobre el nivel del mar.
| Noroeste: Villaquilambre     | Norte: Vegas del Condado | Noreste: Vegas del Condado               |
| Oeste: Villaquilambre y León |                          | Este: Vegas del Condado y Villasabariego |
| Suroeste: León               | Sur: Villaturiel         | Sureste: Villasabariego                  |

### Núcleos de población
Listado de las localidades del municipio:
- Arcahueja
- Carbajosa
- Corbillos de la Sobarriba
- Golpejar de la Sobarriba
- Las Lomas
- Navafría
- Paradilla de la Sobarriba
- Sanfelismo
- Santa Olaja de Porma
- Santibáñez de Porma
- Santovenia del Monte
- Solanilla
- Tendal
- Valdefresno
- Valdelafuente
- Villacete
- Villacil
- Villafeliz de la Sobarriba
- Villalboñe
- Villaseca de la Sobarriba
- Villavente

## Demografía
Valdefresno cuenta con una población de 2335 habitantes (INE 2024).
| Gráfica de evolución demográfica de Valdefresno entre 1842 y 2021                                                   |
| |
| Población de derecho según los censos de población del INE Población de hecho según los censos de población del INE |

## Símbolos
Escudo
El escudo del Ayuntamiento de Valdefresno se ciñe a esta identidad en el Camino: En el cuartel derecho, el fresno, correspondiente al valle del fresno, que es topónimo de la cabeza municipal, se alza sobre el espacio en que campea la vieira de los peregrinos. En el cuartel izquierdo, el Corazón de Dolores de los Ayuntamientos del Voto a La Virgen del Camino y Pendón de Tierra. En el contorno, los 20 eslabones que representan los 20 pueblos.

## Administración y política
El actual alcalde es Carlos Gutiérrez, del Partido Popular, gracias el pacto con Ciudadanos y Unión del Pueblo Leonés que se llevó a cabo tras las elecciones municipales de junio de 2019.
| Resultados elecciones municipales en Valdefresno (León) | Resultados elecciones municipales en Valdefresno (León) | Resultados elecciones municipales en Valdefresno (León) | Resultados elecciones municipales en Valdefresno (León) | Resultados elecciones municipales en Valdefresno (León) | Resultados elecciones municipales en Valdefresno (León) | Resultados elecciones municipales en Valdefresno (León) | Resultados elecciones municipales en Valdefresno (León) | Resultados elecciones municipales en Valdefresno (León) | Resultados elecciones municipales en Valdefresno (León) |
| Partido político                                        | 2023                                                    | 2023                                                    | 2023                                                    | 2019                                                    | 2019                                                    | 2019                                                    | 2015                                                    | 2015                                                    | 2015                                                    |
| Partido político                                        | %                                                       | Votos                                                   | Concejales                                              | %                                                       | Votos                                                   | Concejales                                              | %                                                       | Votos                                                   | Concejales                                              |
| ------------------------------------------------------- | ------------------------------------------------------- | ------------------------------------------------------- | ------------------------------------------------------- | ------------------------------------------------------- | ------------------------------------------------------- | ------------------------------------------------------- | ------------------------------------------------------- | ------------------------------------------------------- | ------------------------------------------------------- |
| PSOE                                                    | 27,18                                                   | 380                                                     | 3                                                       | 35,67                                                   | 479                                                     | 4                                                       | 43,57                                                   | 573                                                     | 6                                                       |
| UPL                                                     | 22,88                                                   | 320                                                     | 3                                                       | 10,13                                                   | 136                                                     | 1                                                       | 7,53                                                    | 99                                                      | 1                                                       |
| PP                                                      | 20,74                                                   | 290                                                     | 3                                                       | 21,59                                                   | 290                                                     | 3                                                       | 28,75                                                   | 378                                                     | 3                                                       |
| España Vaciada                                          | 17,31                                                   | 242                                                     | 2                                                       | –                                                       | –                                                       | –                                                       | –                                                       | –                                                       | –                                                       |
| IU-Podemos                                              | 5,36                                                    | 75                                                      | 0                                                       | –                                                       | –                                                       | –                                                       | –                                                       | –                                                       | –                                                       |
| IU                                                      | –                                                       | –                                                       | –                                                       | 11,17                                                   | 150                                                     | 1                                                       | –                                                       | –                                                       | –                                                       |
| Vox                                                     | 5,07                                                    | 71                                                      | 0                                                       | 4,47                                                    | 60                                                      | 0                                                       | –                                                       | –                                                       | –                                                       |
| Cs                                                      | –                                                       | –                                                       | –                                                       | 15,49                                                   | 208                                                     | 2                                                       | 5,93                                                    | 78                                                      | 0                                                       |
| La Sobarriba en Común                                   | –                                                       | –                                                       | –                                                       | –                                                       | –                                                       | –                                                       | 11,86                                                   | 156                                                     | 1                                                       |